# モルダバイト

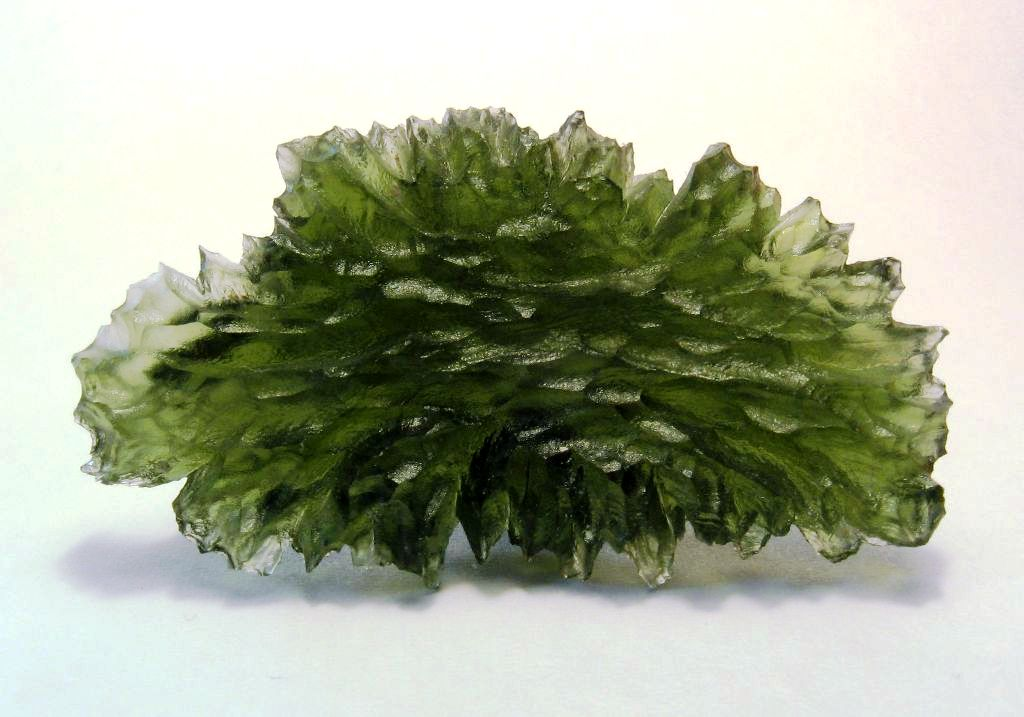
モルダバイト

モルダバイト（Moldavite）はチェコ周辺で見つかる緑色の天然ガラス。
モルダバイトはテクタイトの一種と考えられており、緑色で美しいため宝石に加工されるが、産出量が限られているため非常に高価で価格は高騰を続けている。

## リース・クレーター
モルダバイトは約1,450万年前に発生した直径1.5キロメートルの小惑星の衝突で形成され、クレーターから450キロメートルの範囲に放出されたと考えられている。衝突時に2400度を超える高温で蒸発気化した岩石や砂は上空にまいあげられ、大気を落下してくる際に特徴的な形状になったとされている。他のテクタイトには見られない緑色透明を示す。事実上、科学者らは、ボヘミア平原と周辺の山脈を形成した隕石の衝突によるものだと関連付けている。